# Estación de Dos Hermanas
Dos Hermanas es una estación ferroviaria situada en el municipio español de Dos Hermanas, en la provincia de Sevilla, comunidad autónoma de Andalucía. Forma parte de las líneas C-1 y C-5 de Cercanías Sevilla, operadas por Renfe. Dispone además de amplios servicios de Media Distancia.

## Situación ferroviaria
Se encuentra en el punto kilométrico 15,1 de la línea férrea de ancho ibérico Alcázar de San Juan-Cádiz. El kilometraje toma como punto de partida la ciudad de Sevilla, ya que este trazado va unido a la línea Sevilla-Cádiz posteriormente integrada por Adif en la ya mencionada línea Alcázar de San Juan-Cádiz. El tramo es de vía doble y está electrificado.

## Historia
La estación fue inaugurada el 1 de mayo de 1860 con la apertura del tramo Sevilla-Jerez de la Frontera de la línea que pretendía unir Sevilla con Cádiz. Las obras corrieron a cargo de la Compañía de los Ferrocarriles de Sevilla a Jerez y de Puerto Real a Cádiz que poco después cambió su nombre al de Compañía de los Ferrocarriles de Sevilla a Jerez y Cádiz. En 1877 optó por vender la línea a la Compañía de los Ferrocarriles Andaluces, que pagó por ella 6 millones de pesetas. En 1936, durante la Seguna República, «Andaluces» fue incautada por el Estado debido a sus problemas económicos y la gestión de sus líneas puesta a cargo de la Compañía Nacional de los Ferrocarriles del Oeste. Esta situación no duró mucho, ya que en 1941, con la nacionalización de la red ferroviaria de ancho ibérico, la estación pasó a manos de RENFE.
Desde el 31 de diciembre de 2004 Renfe Operadora explota la línea mientras que Adif es la titular de las instalaciones ferroviarias.
Actualmente está en fase de estudios el soterramiento del ferrocarril por el paso de la estación de Dos Hermanas.

## La estación

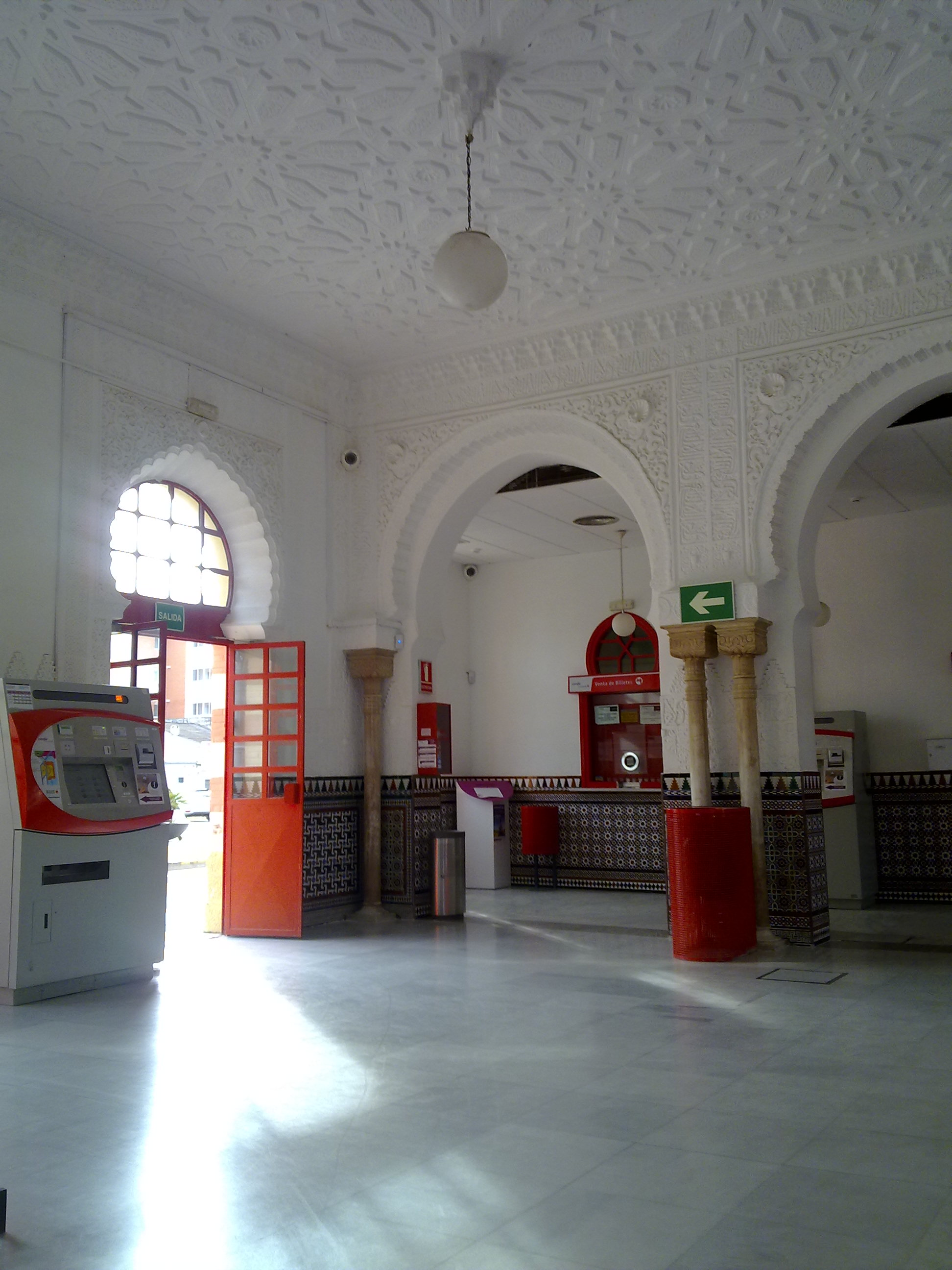
Interior de la estación de Dos Hermanas donde se aprecian los arcos de herradura característicos del estilo neomudéjar.

Está ubicada en el centro de la localidad. El edificio para viajeros es de estilo neomudéjar e incluye característicos arcos de herradura en cada uno de los vanos que adornan los dos pisos de la construcción. En el vestíbulo destaca la ornamentación árabe realizada por el artista granadino Aurelio Rus Pérez. Dispone de dos andenes, uno lateral y otro central al que acceden tres vías.

## Servicios ferroviarios

### Media distancia
Dispone de un elevado tráfico de trenes de Media Distancia al ser recorridas por las líneas 65, que conecta Sevilla con Cádiz, y 67, que enlaza Sevilla con Málaga. 
| Línea MD | Trenes | Origen/Destino |  | Destino/Origen |
| -------- | ------ | -------------- |  | -------------- |
| 65       | MD     | Sevilla        |  | Cádiz          |
| 67       | MD     | Sevilla        |  | Málaga         |

### Cercanías
Forma parte de las líneas C-1 y C-5 de la red de Cercanías Sevilla. La línea C-1 es la que mayor frecuencia tiene con trenes cada 20-30 minutos mientras que la C-5 solo tiene algunos trenes diarios con paso por la estación. En general, el trayecto entre Dos Hermanas y el centro de Sevilla se realiza en 16 minutos.
| procedencia/destino | < estación | Línea | estación >   | destino/procedencia |
| ------------------- | ---------- | ----- | ------------ | ------------------- |
| Lora del Río        | Bellavista |       | Cantaelgallo | UtreraLebrija       |
| Benacazón           | Bellavista |       | Terminal     | Terminal            |